# Australische Frauen-Cricket-Nationalmannschaft in Neuseeland in der Saison 2015/16
Die Tour der australischen Frauen-Cricket-Nationalmannschaft nach Neuseeland in der Saison 2015/16 fand vom 20. Februar bis zum 4. März 2016 statt. Die internationale Cricket-Tour war Bestandteil der Internationalen Cricket-Saison 2015/16 und umfasste drei WODIs und drei WTwenty20s. Australien gewann die WODI-Serie 2–1, Neuseeland die WTwenty20-Serie ebenfalls mit 2–1.

## Vorgeschichte
Neuseeland spielte zuvor eine Tour gegen Sri Lanka, Australien gegen Indien. Das letzte Aufeinandertreffen der beiden Mannschaften bei einer Tour fand in der Saison 2012/13 in Neuseeland statt.

## Stadien
Die folgenden Stadien wurden für die Tour als Austragungsort vorgesehen.
| Stadion       | Stadt           | Kapazität | Spiele       |
| ------------- | --------------- | --------- | ------------ |
| Bay Oval      | Mount Maunganui | 10.000    | 1. – 3. WODI |
| Pukekura Park | New Plymouth    | 10.000    | 3. WT20      |
| Basin Reserve | Wellington      | 11.000    | 1. & 2. WT20 |

## Kaderlisten
Neuseeland benannte seine Kader am 3. Februar 2016.
| WODI | WODI | WTwenty20 | WTwenty20 |
| Neuseeland | Australien | Neuseeland | Australien |
| --- | --- | --- | --- |
| - Suzie Bates (K) - Sophie Devine (VK) - Erin Bermingham - Leigh Kasperek - Katey Martin (wk) - Sara McGlashan (wk) - Thamsyn Newton - Morna Nielsen - Katie Perkins - Rachel Priest (wk) - Hannah Rowe - Amy Satterthwaite - Lea Tahuhu | - Meg Lanning (K) - Alex Blackwell (VK) - Kristen Beams - Nicole Bolton - Sarah Coyte - Rene Farrell - Holly Ferling - Grace Harris - Alyssa Healy (wk) - Jess Jonassen - Beth Mooney - Ellyse Perry - Megan Schutt | - Suzie Bates (K) - Sophie Devine (VK) - Erin Bermingham - Leigh Kasperek - Felicity Leydon-Davis - Katey Martin (wk) - Sara McGlashan (wk) - Thamsyn Newton - Morna Nielsen - Katie Perkins - Anna Peterson - Rachel Priest (wk) - Hannah Rowe - Amy Satterthwaite - Lea Tahuhu | - Meg Lanning (K) - Alex Blackwell (VK) - Kristen Beams - Lauren Cheatle - Sarah Coyte - Rene Farrell - Holly Ferling - Grace Harris - Alyssa Healy (wk) - Jess Jonassen - Beth Mooney - Erin Osborne - Ellyse Perry - Megan Schutt - Elyse Villani |

## Women’s One-Day Internationals

### Erstes WODI in Mount Maunganui
| 20. Februar Scorecard | Mount Maunganui | Neuseeland 202-9 (50)         | – | Australien 193 (49.4) |
|                       |                 | Neuseeland gewinnt mit 9 Runs |   |                       |

Australien gewann den Münzwurf und entschied sich als Feldmannschaft zu beginnen. Als Spielerin des Spiels wurde Amy Satterthwaite ausgezeichnet.

### Zweites WODI in Mount Maunganui
| 22. Februar Scorecard | Mount Maunganui | Neuseeland 206-9 (50)            | – | Australien 210-2 (41) |
|                       |                 | Australien gewinnt mit 8 Wickets |   |                       |

Australien gewann den Münzwurf und entschied sich als Feldmannschaft zu beginnen. Als Spielerin des Spiels wurde Meg Lanning ausgezeichnet.

### Drittes WODI in Mount Maunganui
| 24. Februar Scorecard | Mount Maunganui | Neuseeland 243-5 (50)            | – | Australien 244-4 (46.4) |
|                       |                 | Australien gewinnt mit 6 Wickets |   |                         |

Australien gewann den Münzwurf und entschied sich als Feldmannschaft zu beginnen. Als Spielerin des Spiels wurde Meg Lanning ausgezeichnet.

## Women’s Twenty20 Internationals

### Erstes WTwenty20 in Wellington
| 28. Februar Scorecard | Wellington (BR) | Australien 113-7 (20)            | – | Neuseeland 114-6 (18.3) |
|                       |                 | Neuseeland gewinnt mit 4 Wickets |   |                         |

Neuseeland gewann den Münzwurf und entschied sich als Feldmannschaft zu beginnen. Als Spielerin des Spiels wurde Leigh Kasperek ausgezeichnet.

### Zweites WTwenty20 in Wellington
| 1. März Scorecard | Wellington (BR) | Australien 116-6 (20)            | – | Neuseeland 117-5 (19.3) |
|                   |                 | Neuseeland gewinnt mit 5 Wickets |   |                         |

Neuseeland gewann den Münzwurf und entschied sich als Feldmannschaft zu beginnen. Als Spielerin des Spiels wurde Suzie Bates ausgezeichnet.

### Drittes WTwenty20 in New Plymouth
| 4. März Scorecard | New Plymouth | Australien 145-7 (20)          | – | Neuseeland 128-8 (20) |
|                   |              | Australien gewinnt mit 17 Runs |   |                       |

Neuseeland gewann den Münzwurf und entschied sich als Feldmannschaft zu beginnen. Als Spielerin des Spiels wurde Ellyse Perry ausgezeichnet.

## Auszeichnungen

### Player of the Match
Als Player of the Match wurden die folgenden Spielerinnen ausgezeichnet.
| Spiel   | Player of the Match |
| ------- | ------------------- |
| 1. WODI | Amy Satterthwaite   |
| 2. WODI | Meg Lanning         |
| 3. WODI | Meg Lanning         |
| 1. WT20 | Leigh Kasperek      |
| 2. WT20 | Suzie Bates         |
| 3. WT20 | Ellyse Perry        |